# PGC 17302
PGC 17302, auch ESO 553-46, ist eine irreguläre Zwerggalaxie mit Sternenentstehungsgebieten im Sternbild Hase am Südsternhimmel. Sie ist schätzungsweise 18 Millionen Lichtjahre von der Milchstraße entfernt.
Was Galaxien betrifft, so kann die Größe trügerisch sein. Einige der größten Galaxien im Universum sind ruhend, während einige Zwerggalaxien, wie ESO 553-46, die hier vom Hubble-Weltraumteleskop der NASA/ESA abgebildet wurde, Sterne mit einer haarsträubenden Geschwindigkeit erzeugen können. Tatsächlich hat ESO 553-46 eine der höchsten Sternentstehungsraten unter den etwa 1000 Galaxien, die der Milchstraße am nächsten sind. Dabei ist die Galaxie mit Haufen junger, heißer Sterne übersät, die in einem kräftigen blauen Licht leuchten. Die intensive Strahlung, die sie erzeugen, lässt auch das umgebende Gas aufleuchten, das auf diesem Bild hellrot ist. Die geringe Masse und die auffällige Färbung von Galaxien dieses Typs veranlassten die Astronomen, sie passenderweise als blaue kompakte Zwerge (BCD) zu klassifizieren.
Da ihnen der klare Kern und die Struktur fehlt, die viele größere Galaxien haben, bestehen BCDs wie ESO 553-46 aus vielen großen Sternhaufen, die durch die Schwerkraft zusammengehalten werden. Ihre chemische Zusammensetzung ist für Astronomen interessant, da sie relativ wenig Staub und nur wenige Elemente enthalten, die schwerer sind als Helium, das in Sternen produziert und durch Supernovaexplosionen verteilt wird. Diese Bedingungen sind denen im frühen Universum, als sich die ersten Galaxien bildeten, verblüffend ähnlich.